# 15 mai 2006

## Décès
- Cheikha Remitti (né le 8 mai 1923), chanteuse populaire algérienne de raï traditionnel
- Marc Jurt (né le 8 février 1955), dessinateur et graveur suisse
- Joyce Ballantyne (né le 4 avril 1918), illustratrice américaine

## Autres événements
- Dale Abenojar devient le premier philippin à gravir l'Everest
- Sortie de l'album Broken Boy Soldiers par The Raconteurs
- Sortie de l'album Les Fleurs du bien par Pascal Obispo
- Sortie du single Unfaithful de l'album A Girl Like Me de Rihanna
- Début de la diffusion française de la mini série Révélations
- Création du Prix de la Capitale verte de l’Europe
- Inauguration du Cloud Gate à Chicago
- 9e étape du Tour d'Italie 2006
- Première diffusion du téléfilm Je t'aime à te tuer
- Record d'embouteillage atteint a Sao Paulo[réf. nécessaire]